# Flip
Un salto flip (por lo general, solo flip) es un salto de patinaje artístico que despega desde un filo interior trasero con la ayuda de la serreta del patín libre y aterriza sobre el filo externo del pie opuesto. A principios del siglo XX el salto era conocido como mapes. Los flips pueden ser sencillos, dobles, triples o cuádruples según el número de veces que el patinador gire en el aire. Las mujeres realizan flips triples en competición desde 1981. En el patinaje masculino, el primer flip cuádruple se realizó en 2016.

## Historia
Los orígenes del flip son desconocidos. Desde 1913 el salto fue conocido por muchos años como mapes, en honor de Bruce Mapes, aunque no se sabe con certeza si fue su inventor. Tampoco está definitivamente establecido quién fue el primer hombre que realizó un flip triple. En el patinaje femenino, dos patinadoras realizaron flips triples por vez primera en el Campeonato Europeo de 1981[cita requerida].
Daisuke Takahashi intentó un flip cuádruple en el Campeonato Mundial 2010, pero fue Shoma Uno quién logró aterrizarlo por vez primera en la Copa Challenge 2016.

## Técnica
El flip, al igual que el toe loop y el lutz es un salto de punta o salto picado, donde el patinador usa la serreta del patín libre al despegar, y la pierna libre cumple un cometido similar al de la pértiga en un salto de altura, proporcionando al patinador un impulso adicional vertical y horizontal. El flip se pepara normalmente desde un giro de tres o un mohawk. Se inicia sobre el filo interno del pie opuesto al de aterrizaje, Para realizar un salto óptimo es necesario efectuar la transición y despegue en una trayectoria casi recta. Un error habitual es desplazarse al filo externo antes de despegar, lo cual es panalizado en la puntuación del salto.
En inglés británico el flip a veces se llama un dedo del pie salchow, pero de hecho es un error pensar en el salto como un salchow asistido por el dedo del pie porque la técnica y la mecánica de los dos saltos son muy diferentes, el flip es bastante similar en mecánica al salto en lazo; en ambos saltos, la rotación viene desde el lado derecho del cuerpo (para girar en sentido antihorario) y la pierna izquierda ya está cruzada delante de la derecha en lo que se llama una posición de giro hacia atrás cuando el patinador salta al aire.

### Defectos comunes de la técnica
Un flip también es similar al salto de Lutz, un salto asistido por los dedos que despega hacia afuera en lugar de hacia atrás dentro del borde, de la misma manera que algunos patinadores hacen flotar o transforman un intento de salto de Lutz en un flip cambiando erróneamente al borde equivocado en el despegue, algunos patinadores tienden a labrar sus flips cambiando erróneamente a un borde exterior para que sea realmente un salto de Lutz. Algunos patinadores nunca logran obtener una ventaja sólida ya sea para flip o Lutz, un hábito que probablemente se ve reforzado por la tendencia de ingresar estos dos saltos desde una línea recta en lugar de una curva, los puristas del patinaje tienden a estremecerse con los despegues del borde equivocado, pero en los últimos años se ha vuelto cada vez más común que los jueces pasen por alto estas fallas. Durante la serie de Grand Prix de 2007, esta tendencia cambió, los jueces técnicos comenzaron a penalizar los despegues erróneos de todos los patinadores, desde entonces, las sanciones se han vuelto más severas; a partir de 2015, la ISU implementó una reducción del 30% en el valor de base para flip y saltos de Lutz con bordes de despegue incorrectos. Evgenia Medvedeva, sin embargo, es la única patinadora que nunca será penalizada por la ventaja de despegue incorrecta de su Lutz.
Otra falla notable de la técnica que aparece en muchos flips de patinadores (y saltos de Lutz) es "patada de mula" o "golpe de dedo", que ocurre cuando la pierna libre se eleva inusualmente alta, típicamente cerca (en algunos casos arriba) altura de cadera, antes de descender golpear el hielo, esto puede hacer que el salto sea más fácil de girar, pero sacrifica la altura y cierto control.

### Variantes
Un salto de media rotación con una entrada en flip generalmente aterrizado en el dedo del pie izquierdo y derecho hacia adelante dentro del borde para un salto en sentido antihorario, se llama el medio flip. El medio flip, a su vez, forma la base para [el salto dividido común], en el que el patinador logra una posición dividida de adelante hacia atrás o hacia los lados en el vértice del salto, también se ve a veces un flip de rotación completa con una posición dividida; esto se llama flip dividido, en el pasado, también era bastante común que los patinadores realizaran un salto flip de una y media como elemento en las secuencias de salto o como un punto destacado en las secuencias de paso.
En general, el nuevo sistema de evaluación del "código de puntos" de la Unión Internacional de Patinaje ahora desalienta a los patinadores a poner saltos de variedad como el flip dividido o el flip de una y media en sus programas competitivos porque cuentan para el número de saltos permitidos pero llevar un valor de punto muy bajo.